# Bramshott
Bramshott est un village du Hampshire, en Angleterre.